# Roberto Andò
Roberto Andò (Palermo, 11 de enero de 1959) es un director, guionista, escritor y director artístico italiano.

## Biografía
Su formación tiene raíces en la literatura (su amistad con Leonardo Sciascia  -su mentor- que le impulsa a escribir, introduciéndole en el mundo de las colaboraciones periodísticas es central) y en el cine, donde más tarde completará su aprendizaje como ayudante de Francesco Rosi (a quien considera su maestro), Giacomo Battiato, Federico Fellini (Y el barco se va), Michael Cimino (El siciliano), Francis Ford Coppola (El padrino III). En 1988 nació en Palermo su hija Giulia, actriz.
Su debut como director se produjo en el teatro en 1986, con un espectáculo extraído de un texto inédito que le recomendó Italo Calvino, La foresta-radice-labirinto, una fábula filosófica, puesta en escena con sketches de Renato Guttuso y música de Francesco Pennisi. Posteriormente se dedicó al documental con Memory-Loss (1994), dedicado a Robert Wilson, y Per Webern – Vivere è Difesa una forma (1996), ambos presentados en el Festival de Cine de Venecia. Entre los años 1990 a 1995 ocupó el cargo de director artístico de la Orestiadi di Gibellina y de 1995 a 2000 del Festival de Palermo del siglo XX.
En 1995, nuevamente en el Festival de Cine de Venecia, presentó su primer largometraje Diario senza fecha. Ambientada en Palermo, la película, inicialmente encargada por Rai Tre como un reportaje, mezcla ensayo, documental y ficción, buscando la clave para penetrar en la ciudad y sus misterios en las confesiones de personajes reales y ficticios. Junto al protagonista Bruno Ganz y los actores Lorenza Indovina, Moni Ovadia, Franco Scaldati, aparecen en la película los escritores Leonardo Sciascia, Vincenzo Consolo, Michele Perriera y Gianni Riotta, y los magistrados Roberto Scarpinato, Erminio Amelio e Ignazio De Francisci. Al director Giuseppe Tornatore le gusta mucho la película y propone que Andò produzca su verdadero debut en el cine. Así nació El manuscrito del príncipe, interpretado por Michel Bouquet, Jeanne Moreau, Paolo Briguglia, Giorgio Lupano, Leopoldo Trieste. Estrenada en cines en 1999, la película se centra en los últimos cuatro años de la vida de Giuseppe Tomasi di Lampedusa -los años en los que escribió El leopardo- y en la atormentada relación con su alumno Francesco Orlando, a quien dedicó un curso singular, en esos mismos años, de lengua y literatura inglesa y francesa. La película fue apreciada por la crítica y ganó la Cinta de Plata a la mejor producción, el premio Fellini y el premio Sergio Leone a la dirección, y la nominación a mejor director en los Premio David de Donatello.
Mientras tanto, su actividad cinematográfica alterna con numerosas direcciones de ópera y teatro, entre las que destacan las realizadas en sociedad con Moni Ovadia, y las dedicadas a la obra de Harold Pinter, con quien tiene un lazo de amistad que confluirá, así como en la puesta en escena de La stanza, Anniversario y Vecchi tempi (primer director italiano en recibir los derechos de autor tras la disputada dirección de Luchino Visconti), también en una película dedicada al escritor premio Nobel, Retrato de Harold Pinter, también se presentó en 1998 en el Festival de Cine de Venecia. En 2002, el Centro Experimental de Cine le encargó la realización de un documental sobre Francesco Rosi, El cineasta y el laberinto, que se presentó en Roma en el Campidoglio con motivo del 80 cumpleaños del director napolitano.
Vuelve detrás de la cámara con Bajo un nombre falso, un noir todavía sobre el tema de la escritura y la creación, protagonizado por Daniel Auteuil, Anna Mouglalis, Greta Scacchi. La película se presentó en 2004 como película de clausura en Cannes en la Semana de la Crítica. En 2006, en el Festival de Cine de Roma, presentó Un viaje secreto, basada en la novela Reconstrucciones de Josephine Hart.
En 2008 publicó Diario senza date, una novela-ensayo dedicada a Palermo. En 2012 publicó El trono vacío, con la que ganó el Premio Campiello por su ópera prima, y de la que, al año siguiente, realizó la película Viva la libertad, con la que ganó el David di Donatello, Cinta de Plata, Claqueta Dorada y Globo de Oro.
En 2014 se convierte en director pedagógico de la sección de documentales del Centro Experimental de Cine.
Recibió el Premio Flaiano por dirigir Una storia senza nome en los Premios Flaiano de 2019. Para la temporada 2020-2021 montó Piazza degli heroes de Thomas Bernhard, cuyo estreno en Italia, inicialmente previsto para el 9 de diciembre de 2020, fue retransmitido por Rai 5 el 23 de enero de 2021.
En 2022 dirigió la miniserie de televisión Solo por pasión - Fotógrafa Letizia Battaglia, y es director y guionista de la película La inspiración. El gran Pirandello, que se basa en el argumento genérico de Seis personajes en busca de autor de Pirandello, y está protagonizada por Toni Servillo y Ficarra y Picone.

## Filmografía

### Director

#### Cine
- Diario sin fecha (1995)
- El manuscrito del príncipe (2000)
- Bajo un nombre falso (2004)
- Viaje secreto (2006)
- Viva la libertad (2013)
- Confesiones (2016)
- Una historia sin nombre (2018)
- El niño escondido (2021)
- La inspiración. El gran Pirandello (2022)

#### Televisión
- Sólo por pasión - Letizia Battaglia fotógrafa (2022) - Miniserie de TV

#### Teatro
- Conversación sobre Tiresias (2018)

### Guionista
- Para Webern (1996)
- El manuscrito del príncipe (2000)
- Bajo un nombre falso (2004)
- Viva la libertad (2013)
- Confesiones (2016)
- Una historia sin nombre (2018)
- El niño escondido (2021)
- La inspiración. El gran Pirandello (2022)

## Espectáculos

### Direcciones teatrales
- El bosque-raíz-laberinto de Italo Calvino y Andrea Zanzotto (1986)
- Diálogos de Jean Genet y Tahar Ben Jelloun (1989)
- La arena del sueño de Roberto Andò (1990)
- Fragmentos sobre el Apocalipsis de Roberto Andò, Daniele Abbado, Nicola Sani (1994)
- Diario irónico del exilio de Roberto Andò y Moni Ovadia (1995)
- El caso Kafka, de Roberto Andò y Moni Ovadia (1997)
- La habitación y el aniversario de Harold Pinter (2001)
- Viejos tiempos de Harold Pinter (2003)
- Las historias de Herr Keuner de Bertold Brecht (2006)
- Naturaleza muerta por los derechos humanos de Paul Auster, Peter Weiss, Umberto Eco, Jean Baudrillard, Elias Canetti (2007)
- La noche de las luciérnagas de Leonardo Sciascia (2008)
- Como si nada hubiera pasado de Anna Maria Ortese (2008)
- El dios de la carnicería de Yasmina Reza (2009)
- Shylock o el mercader de Venecia en juicio de Roberto Andò y Moni Ovadia de William Shakespeare (2009)
- El país de Martin Crimp (2012)
- Una historia sin nombre de Andrea Camilleri (2018)
- Plaza de los Héroes de Thomas Bernhard (2021)
- Heridos de muerte, de Raffaele La Capria (2022)

### Direcciones líricas
- Funeral de la luna de Francesco Pennisi (1991)
- La madre invita a comer de Luis De Pablo (1993)
- Mittersill 101 de Giovanni Sollima (1996)
- El mártir de Saint Sébastien de Claude Debussy (1999)
- Norma de Vincenzo Bellini (2001)
- La flauta mágica de Wolfgang Amadeus Mozart (2001)
- Tancredo de Gioacchino Rossini (2002)
- El Kaiser de la Atlántida de Viktor Ullmann (2002)
- Lieder de jardín de infantes de Gustav Mahler (2002)
- Sobreviviente de Varsovia de Arnold Schönberg (2002)
- El holandés errante de Richard Wagner (2004)
- Siete historias para dejar el mundo de Marco Betta (2006)
- Edipo Rey de Igor Fyodorovich Stravinsky (2007)
- Caballería rústica de Pietro Mascagni (2007)
- L'Enfant et les sortilèges de Maurice Ravel (2008)
- El castillo de Barba Azul de Béla Bartók (2008)
- Die Winterreise de Franz Schubert (2009)

## Obras literarias

### Novelas
- Bajo un nombre falso, 2004, Ubulibri
- Diario sin fechas ni información, 2008, Gea Schirò
- El trono vacío, 2012, Bompiani
- El niño escondido, 2020, Barco de Teseo

### Ensayos
- Exilio a contraluz, 1992, Edizioni della Battaglia
- El maestro y los puercoespines, 1994, Edizioni della Battaglia
- Around Secret Journey, 2006, Contraste
- Usurero. Evidencia de supervivencia (para judíos y no), 2010, Einaudi
- El placer de ser otro, 2022, La nave de Teseo

## Reconocimientos
- Ciak d'oro
  - 2013 : Mejor guion por Viva la libertad [9]

## Otros proyectos
- Wikiquote contiene citas de, o sobre Roberto Andò
- Wikimedia Commons contiene imágenes u otros archivos de Roberto Andò